# كيث بورنس (لاعب كرة قدم أمريكية)
كيث بورنس (بالإنجليزية: Keith Burns)‏ هو لاعب كرة قدم أمريكية أمريكي، ولد في 26 سبتمبر 1960 في تكساس في الولايات المتحدة.